# Ghost Wars
Ghost Wars é uma série de ação paranormal criada por Simon Barry, co-criador da Bitten e Continuum. A série estreou no Syfy em 5 de outubro de 2017, com treze episódios produzidos para a primeira temporada.

## Enredo
'Ghost Wars' toma lugar em uma remota cidade do Alasca que foi invadida por forças paranormais. A série tem o foco no local maldito, Roman Mercer (Avan Jogia), que deve superar os preconceitos da cidade e seus próprios demônios pessoais, se ele deve aproveitar seus poderes psíquicos reprimidos e salvar todos da assombração de massa que ameaça destruí-los todos ...

## Episódios

### 1ª temporada (2017)
| N.º | Título | Dirigido por                                                              | Escrito por      | Lançamento                                                        |                        |
| --- | ------ | ------------------------------------------------------------------------- | ---------------- | ----------------------------------------------------------------- | ---------------------- |
| 1 | 1      | "Death's Door" "(Portal da Morte)"                                        | David Von Ancken | Simon Barry                                                       | 5 de outubro de 2017   |
| Um terremoto e um acidente fatal com um ônibus são um mau presságio para os habitantes da isolada Port Moore, no Alasca. E a jornada rumo ao terror só está começando. |        |                                                                           |                  |                                                                   |                        |
| 2 | 2      | "The Ghost in the Machine" "(A Maldição do Copperhead Rose)"              | Leslie Hope      | Simon Barry                                                       | 12 de outubro de 2017  |
| Ao voltar a Port Moore, o pescador e contrabandista Billy McGrath encontra a cidade tomada por fantasmas. A saída é pedir ajuda ao médium Roman Mercer.                |        |                                                                           |                  |                                                                   |                        |
| 3 | 3      | "The Curse of Copperhead Road" "(O Fantasma nas Máquinas de Refrigere)"   | Leslie Hope      | Damon Vignale                                                     | 19 de outubro de 2017  |
| A responsabilidade da companhia de pesquisas ultrassecretas Lambda e do cientista Landis Barker no terremoto e em seus consequentes eventos paranormais vem à tona.    |        |                                                                           |                  |                                                                   |                        |
| 4 | 4      | "The Exorcism of Marcus Moon" "(O Exorcismo de Marcus Moon)"              | Kristin Lehman   | Karen Lam                                                         | 26 de outubro de 2017  |
| Landis recruta Roman para investigar as aparições na Lambda, e o padre Dan acha que apenas o exorcismo pode salvar o jovem Marcus Moon.                                |        |                                                                           |                  |                                                                   |                        |
| 5 | 5      | "Whatever Happened to Maggie Rennie" "(Que fim levou Maggie Rennie?)"     | Michael Nankin   | Rachel Langer                                                     | 2 de novembro de 2017  |
| O fantasma da filha de Doug tenta convencer Roman a entregar uma mensagem. Doug e Roman se reconciliam.                                                                |        |                                                                           |                  |                                                                   |                        |
| 6 | 6      | "We Need to Talk About Abigail" "(Precisarmos conversar sobre a Abigail)" | Mathias Herndl   | Sonja Bennett                                                     | 9 de novembro de 2017  |
| Nomeado xerife pela irmã, Billy lidera uma busca por sua sobrinha desaparecida na floresta.                                                                            |        |                                                                           |                  |                                                                   |                        |
| 7 | 7      | "Whistle Past the Graveyard" "(O Chamado do Cemitério)"                   | Mathias Herndl   | Dennis Heaton                                                     | 16 de novembro de 2017 |
| Uma pena na rede elétrica deixa os habitantes da cidade isolados na igreja, que se torna alvo de um cerco.                                                             |        |                                                                           |                  |                                                                   |                        |
| 8 | 8      | "Two Graves" "(Duas Sepulturas)"                                          | Kristin Lehman   | Damon Vignale                                                     | 30 de novembro de 2017 |
| Um acidente deixa Billy entre a vida e a morte. Roman descobre que há anos o padre Dan esconde a verdade sobre sua mãe.                                                |        |                                                                           |                  |                                                                   |                        |
| 9 | 9      | "Post-Apocalypse Now" "(Pós-Apocalipse)"                                  | Jason Priestley  | Rachel Langer                                                     | 7 de dezembro de 2017  |
| Sophia Moon reaparece, mas não é mais a mesma. A CEO da Lambda chega a Port Moore e seus planos secretos podem trazer novas ameaças à cidade.                          |        |                                                                           |                  |                                                                   |                        |
| 10 | 10     | "The Pain Connection" "(Conexão Psíquica)"                                | Michael Nankin   | História by: Gemma Holdway Teleplay por: Sonja Bennet & Karen Lam | 14 de dezembro de 2017 |
| A equipe da Lambda confisca um dos misteriosos casulos que surgem na cidade, mas sofre as consequências quando uma diferente visão de Paolo aparece.                   |        |                                                                           |                  |                                                                   |                        |
| 11 | 11     | "The Feast" "(A Festa)"                                                   | Jason Priestley  | Damon Vignale                                                     | 21 de dezembro de 2017 |
| Norm está preocupado com a gestação acelerada de Karla. Na Lambda, Val e Marilyn fazem testes em Abigail.                                                              |        |                                                                           |                  |                                                                   |                        |
| 12 | 12     | "There's No More Room in Hell" "(O Inferno está Lotado)"                  | Simon Barry      | Dennis Heaton                                                     | 28 de dezembro de 2017 |
| Port Moore é dominada por forças perigosas após Doug expulsas clientes de seu bar. Roman descobre novas habilidades.                                                   |        |                                                                           |                  |                                                                   |                        |
| 13 | 13     | "...My Soul to Keep" "(A Alma é Minha)"                                   | Simon Barry      | Simon Barry                                                       | 4 de janeiro de 2018   |
| Com os poderes de Roman e a ajuda de alguns fantasmas, a cidade se une em uma frágil aliança para levar adiante o plano de abrir um portal para o além.                |        |                                                                           |                  |                                                                   |                        |

## Produção
As filmagens da primeira temporada foram concluídas em 31 de agosto de 2017.